# 小笠原アイランズ農業協同組合
小笠原アイランズ農業協同組合（おがさわらあいらんずのうぎょうきょうどうくみあい、英称：JA Ogasawara Islands ）は、東京都小笠原村父島に本部機構を置く農業協同組合。愛称は小笠原アイランズ農協。

## 概要
2021年(令和3年)5月24日に、「東京島しょ農業協同組合」（JA東京島しょ）から、地域での協同意識を存立の基盤とする農業協同組合の原点に立ち返るという主旨のもと、新設分割が叶い小笠原アイランズ農業協同組合が設立。

## 沿革
- 2001年（平成13年） 4月1日 - 伊豆大島農業協同組合、利島村農業協同組合、神津島村農業協同組合、三宅島農業協同組合、八丈島農業協同組合、小笠原島農業協同組合の合併により東京島しょ農業協同組合(JA東京島しょ)が設立。

- 2021年（令和4年）「東京島しょ農業協同組合」（JA東京島しょ）から新設分割により小笠原アイランズ農業協同組合が設立。

- 2023年（令和5年）4月2日農産物観光直売所改修工事により、小笠原の農産物を加工提供するカフェ(店名: FarmStandCafe)を新規オープン。

## 店舗
- 父島支店（〒100-2101 小笠原村父島字奥村無番地）
- 母島支店（〒100-2211 小笠原村母島字元地無番地）
- 農産物観光直売所（〒100-2101 小笠原村父島字東町無番地）